# ریورساید (ایلینوی)
ریورساید (به انگلیسی: Riverside) یک روستا در ایالات متحده آمریکا است که در شهرستان کوک (ایلینوی) واقع شده‌است. ریورساید ۵٫۱۷ کیلومتر مربع مساحت و ۸٬۸۷۵ نفر جمعیت دارد.